# Seznam cerkva v Etiopiji
Seznam cerkva v Etiopiji.

## Seznam
| Ime                                                                                    | Religija   | Kraj       | Zgrajena | Slog | Tip | Slika                            |
| -------------------------------------------------------------------------------------- | ---------- | ---------- | -------- | ---- | --- | -------------------------------- |
| (Bieta Aba Libanos)                                                                    | tevahedska | Lalibela   |          |      |     |                                  |
| (Bieta Amanuel)                                                                        | tevahedska | Lalibela   |          |      |     | Bieta Amanuel                    |
|                                                                                        | tevahedska | Bahir Dar  |          |      |     | Cerkev v Bahir Darju             |
| (Bieta Gabriel-Rufael)                                                                 | tevahedska | Lalibela   |          |      |     |                                  |
| (Bieta Golgota)                                                                        | tevahedska | Lalibela   |          |      |     |                                  |
| Katedrala svetega Jurija                                                               | tevahedska | Adis Abeba |          |      |     |                                  |
| Cerkev sv. Jurija (Bieta Giorgis)                                                      | tevahedska | Lalibela   |          |      |     | Cerkev svetega Jurija            |
| Marijina cerkev (Bieta Marjam)                                                         | tevahedska | Lalibela   |          |      |     |                                  |
| (Bieta Medhane Alem)                                                                   | tevahedska | Lalibela   |          |      |     | Bieta Medhane Alem               |
| (Bieta Merkorios)                                                                      | tevahedska | Lalibela   |          |      |     |                                  |
| Katedrala svete trojice                                                                | tevahedska | Adis Abeba |          |      |     |                                  |
| Marijina cerkev (Bieta Marjam)                                                         | tevahedska | Adis Alem  |          |      |     |                                  |
| Marijina cerkev (Bieta Marjam)                                                         | tevahedska | Entoto     |          |      |     |                                  |
| Cerkev Naše Gospe Marije Sionske (Re-ese Adbarat Kidiste Kidustan Dingel Marjam Sejon) | tevahedska | Aksum      |          |      |     | Cerkev naše gospe Marije Sionske |
| Cerkev Ragvele                                                                         | tevahedska | Entoto     |          |      |     |                                  |